# Краснодарське вище військове авіаційне училище льотчиків
Краснодарське вище військове авіаційне училище льотчиків — вищий навчальний заклад СРСР та пізніше РФ для підготовки льотчиків (з 1938).

## Історія

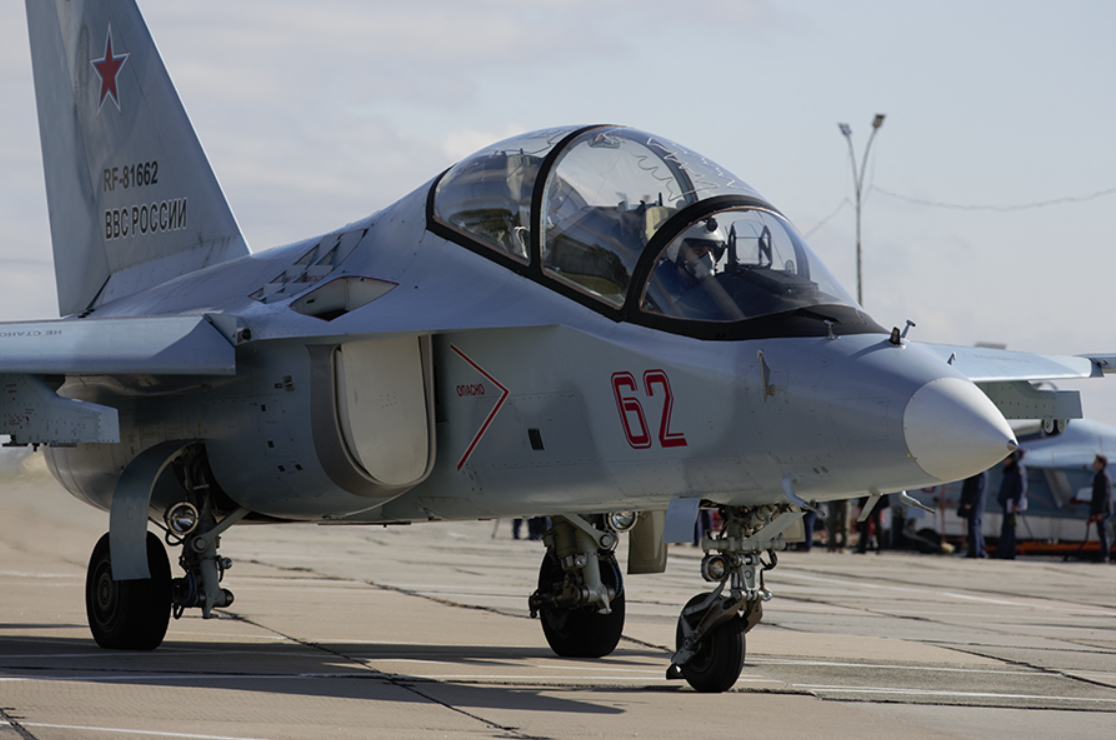
Навчально-бойовий літак Як-130 на аеродромі училища

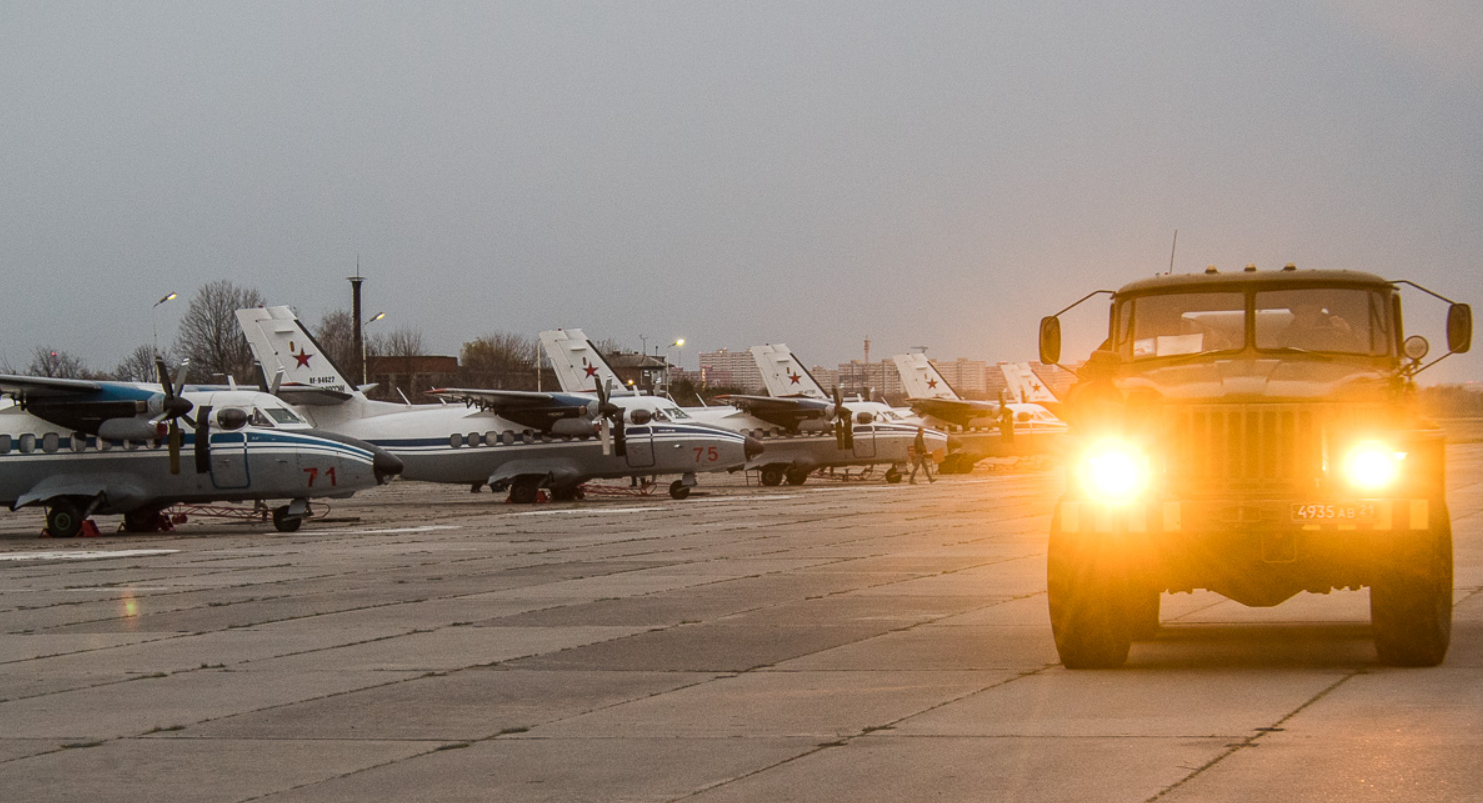
Літаки Л-410 Краснодарського училища льотчиків

19 серпня 1938 — в Читі була створена 30-я Військова школа пілотів.
22 червня 1939 — наказом НКО СРСР № 120 школі було присвоєно ім'я Героя Радянського Союзу Анатолія Сєрова.
Жовтень 1939 року — школа пілотів була передислокована в Батайськ.
28 грудня 1939 року — наказом НКО СРСР № 0234 була перейменована в Батайську авіаційну школу пілотів імені О. К. Сєрова.
Жовтень 1941 року — в зв'язку з наближенням лінії фронту Батайську військову авіаційну школу було перебазовано в Євлах Азербайджанської РСР.
Березень 1944 року — повернення на колишнє місце дислокації в Батайськ.
1960 рок — Батайська військова авіаційна школа була реорганізована в Краснодарське військове об'єднане ордена Дружби народів льотно-технічне училище ім. Сєрова для підготовки військовослужбовців для країн народної демократії з розташуванням в Краснодарі.
19 грудня 1994 року — постановою Уряду РФ № 1404 училище було перейменовано в Краснодарське вище військове авіаційне училище ім. Сєрова.
29 серпня 1998 року — постанова Уряду РФ № 1009 училище перетворюється в Краснодарський військовий авіаційний інститут.
10 травня 2001 року — постановою Уряду РФ та наказом Міністра оборони РФ № 278 від 23 червня 2001 до Краснодарського військового авіаційного інституту приєднано Армавірський і Балашовський військові інститути.
9 липня 2004 року — розпорядженням Уряду РФ № 937-Р інститут перейменовано в Краснодарське вище військове авіаційне училище льотчиків (військовий інститут) ім. Сєрова.
Одна з основних тренувальних баз для майбутніх льотчиків знаходиться на аеродромі Ханська в Майкопі. Навчання здійснюється на тренажерних комплексах та літаках Л-39.

## Матчастина училища

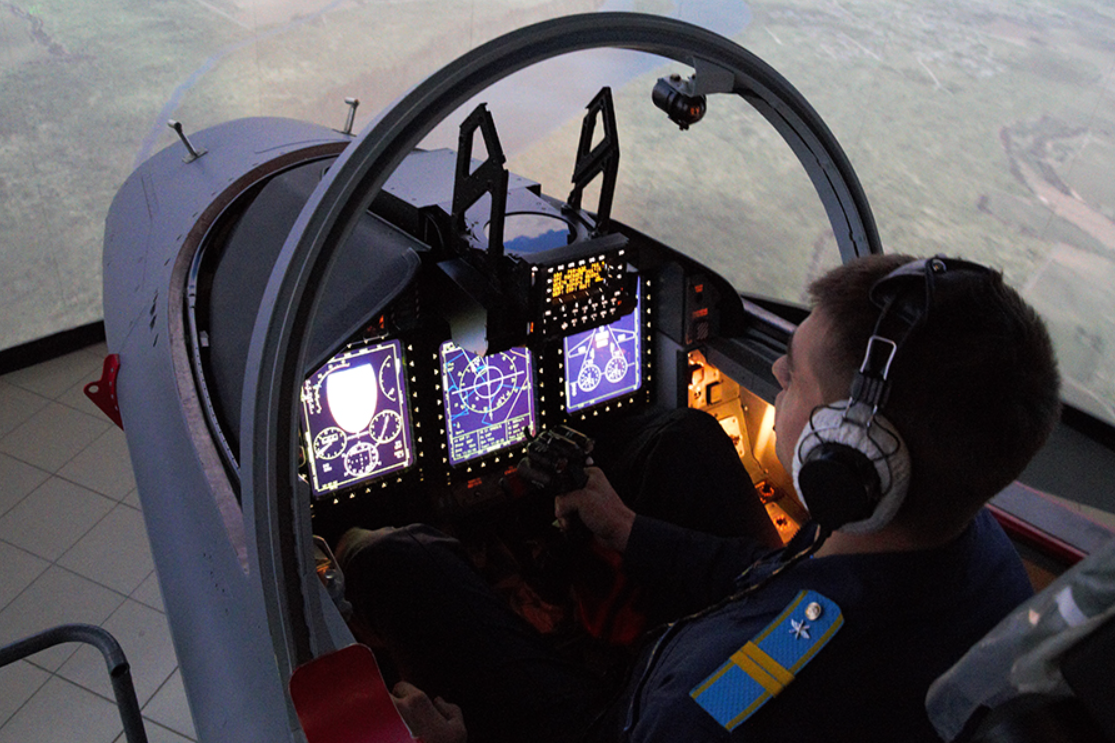
Заняття на авіатренажері

У різні роки підготовка курсантів здійснювалась на таких типах літаків: — 1938—1941 рр. — на І-5, І-15, І-16.
- з 1941 по 1946 — на винищувачах ЛаГГ-3.
- з 1946 року по 1959 рік — на літаках Ла-7, Ла-9, Як-11, Як-18, По-2, Як-12.
- з 1952 року — на МіГ-15біс.
- 1980—1990 — МіГ-29 і Су-27.